# Xysticus quagga
Xysticus quagga là một loài nhện trong họ Thomisidae.
Loài này thuộc chi Xysticus. Xysticus quagga được Rudy Jocqué miêu tả năm 1977.